# تورنته، مأمور خرفت قانون
تورنته، مأمور خرفتِ قانون (اسپانیایی: Torrente, el brazo tonto de la ley‎) یک فیلم کمدی اسپانیایی به کارگردانی سانتیاگو سگورا است که در سال ۱۹۹۸ منتشر شد.

## بازیگران
- خاویر کامارا
- تونی لوبلان
- خاویر باردم
- آنتونیو د لا توره
- چوس لامپره‌آبه
- سانتیاگو سگورا
- کارلوس باردم
- نئوس آسنسی
- دانیل مونسون
- گران ویومینگ
- ماریولا فوئنتس
- اندرئو بوئنافوئنته
- گابینو دیه‌گو
- خورخه سانس
- فرناندو تروئبا
- جیمی بارناتان
- لوئیس کوئنکا

## یادداشت
1. ↑  عنوان اصلی اسپانیایی نقیضه‌ای از عبارت Cobra, el brazo fuerte de la ley (به‌معنای «کبرا، بازوی نیرومند قانون») است؛ عنوانی که فیلم کبرا با بازی سیلوستر استالونه در سال ۱۹۸۶ با آن در سینماهای اسپانیا اکران شد.

## بیشتر بخوانید
- Merás, Lidia (2015). "The Torrente Tetralogy: A Homegrown Saga".  In Wheeler, Duncan; Canet, Fernando (eds.). (Re)viewing Creative, Critical and Commercial Practices in Contemporary Spanish Cinema. Intellect Books. pp. 335–351. ISBN 978-1783204069.